# Picnic of Love
Picnic of Love é o quinto álbum de estúdio do Anal Cunt, lançado em 21 de Julho de 1998.
O álbum é uma brincadeira com as canções de amor lançadas pela banda. Ele representa basicamente o extremo oposto de tudo que a banda representa. Ao contrário dos demais discos que contém muitas faixas com pouca duração, Picnic of Love contém apenas onze músicas com durações maiores. As típicas distorções sujas da banda dão lugar a violões, guitarras sem distorção e com Seth cantando em falsete. A mais aparente mudança é o tema das músicas: todas elas não são ofensivas, com temas suaves. Por exemplo, "I Respect Your Feelings as a Woman and a Human", contrasta com o humor negro típico da banda. Depois desse disco, muitos fãs acreditaram que a banda tinha realmente mudado seu estilo para temas mais brandos. Mais tarde isso provou-se uma mentira com o lançamento de It Just Gets Worse, que como o nome sugere, contém os temas controversos abordados pela banda.

## Faixas
1. "Picnic of Love"
2. "Greed Is Something That We Don't Need"
3. "I Wanna Grow Old With You"
4. "I'd Love to Have Your Daughter's Hand in Marriage"
5. "I Couldn't Afford to Buy You a Present (So I Wrote You This Song)"
6. "Waterfall Wishes"
7. "I'm Not That Kind of Boy"
8. "Saving Ourselves for Marriage"
9. "I Respect Your Feelings as a Woman and a Human"
10. "In My Heart There's a Star Named After You"
11. Faixa escondida: "My Woman, My Lover, My Friend"